# فرودگاه توئات-شیخ سیدی محمد بالکبیر
فرودگاه توئات-شیخ سیدی محمد بالکبیر (به انگلیسی: Touat-Cheikh Sidi Mohamed Belkebir Airport) یک فرودگاه همگانی با کد یاتا AZR است که یک باند فرود آسفالت دارد و طول باند آن ۳۰۰۰ متر است. این فرودگاه در کشور الجزایر قرار دارد و در ارتفاع ۲۸۰ متری از سطح دریا واقع شده است.